# Gymnangium arcuatum
Gymnangium arcuatum är en nässeldjursart som först beskrevs av Jean Vincent Félix Lamouroux 1816.  Gymnangium arcuatum ingår i släktet Gymnangium och familjen Aglaopheniidae. Inga underarter finns listade i Catalogue of Life.